# Palm Tungsten

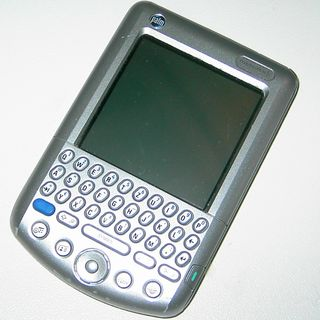
Palm Tungsten C

Tungsten (englisch für das chemische Element Wolfram) war die Bezeichnung einer Modellreihe von PDAs der amerikanischen Firma PalmOne, die 2002 mit dem Tungsten T gestartet wurde. Sie stand für Business-Class-PDAs, meist mit Bluetooth oder WLAN.

## Modelle

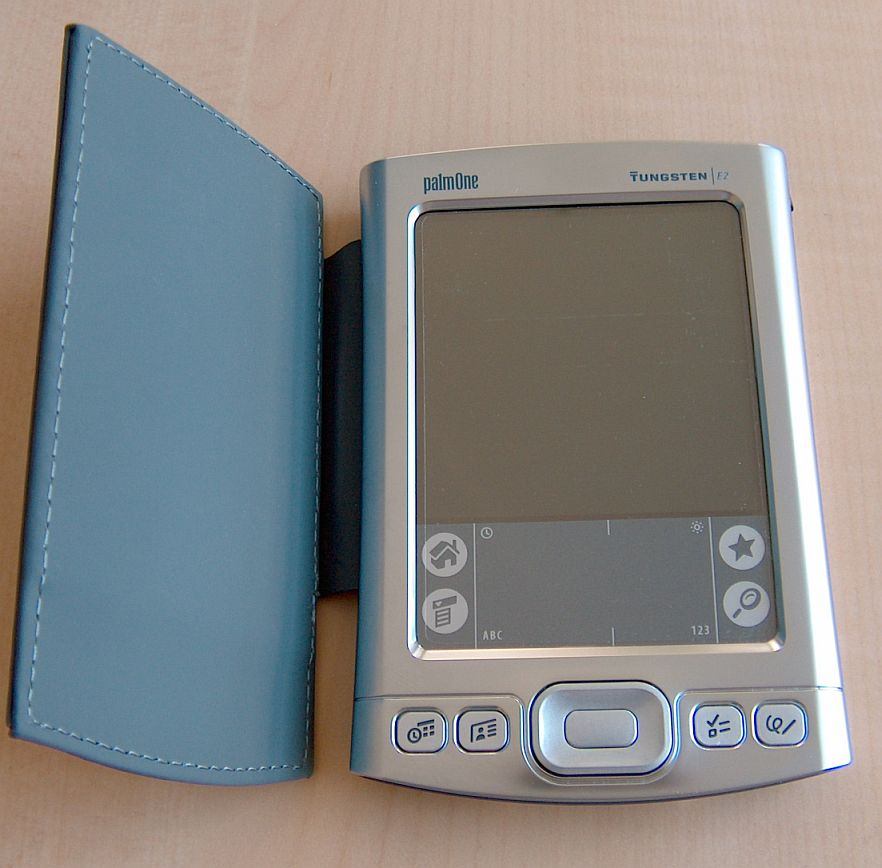
Tungsten E2

- Tungsten T: 16 MB Arbeitsspeicher, Display 320×320 px, Bluetooth, Palm OS 5.0
- Tungsten W: 16 MB Speicher, Display 320×320 px, Tastatur, GSM-Mobiltelefon (Smartphone), Palm OS 4.1.1
- Tungsten C: 64 MB Speicher, Display 320×320 px, WLAN, Tastatur, Palm OS 5.2.1
- Tungsten T2: 32 MB Speicher, Display 320×320 px, Bluetooth, Palm OS 5.2.1
- Tungsten E: 32 MB Speicher, Display 320×320 px, Palm OS 5.2.1
- Tungsten T3: 64 MB Speicher, Display 320×480 px (aufschiebbar), Bluetooth, Palm OS 5.2.1
- Tungsten T5: 256 MB Speicher (64 MB als Standard-RAM-Speicher, 160 MB internes Laufwerk für beliebige Daten, Rest Speicher des Betriebssystems), Display 320×480 px, Bluetooth, Palm OS 5.4.5 Garnet
- Tungsten E2: 32 MB Speicher, Display 320×320 px, Bluetooth, Palm OS 5.4.7 Garnet
- T|X: 128 MB Speicher, Display 320×480 px, Bluetooth, WLAN, Palm OS 5.4.9 Garnet

Ein Modell „T4“ gab es nicht, vermutlich, da die Vier in einigen asiatischen Ländern als Unglückszahl gilt (siehe hier). Zur T-Serie gehören Businesshandhelds mit viel Speicher und schnellem Prozessor sowie Bluetooth für das Zusammenspiel insbesondere mit Mobiltelefonen. Deshalb wird meistens auch ein Wählprogramm und eine SMS-Anwendung mitgeliefert. Auch die C-Serie ist an Businessnutzer gerichtet, die den Organizer im Firmennetzwerk oder in öffentlichen Hotspots benutzen: WLAN ist eingebaut und ein E-Mail-Client, ein HTML-Browser und ein VPN-Client sind bereits im Betriebssystem integriert.

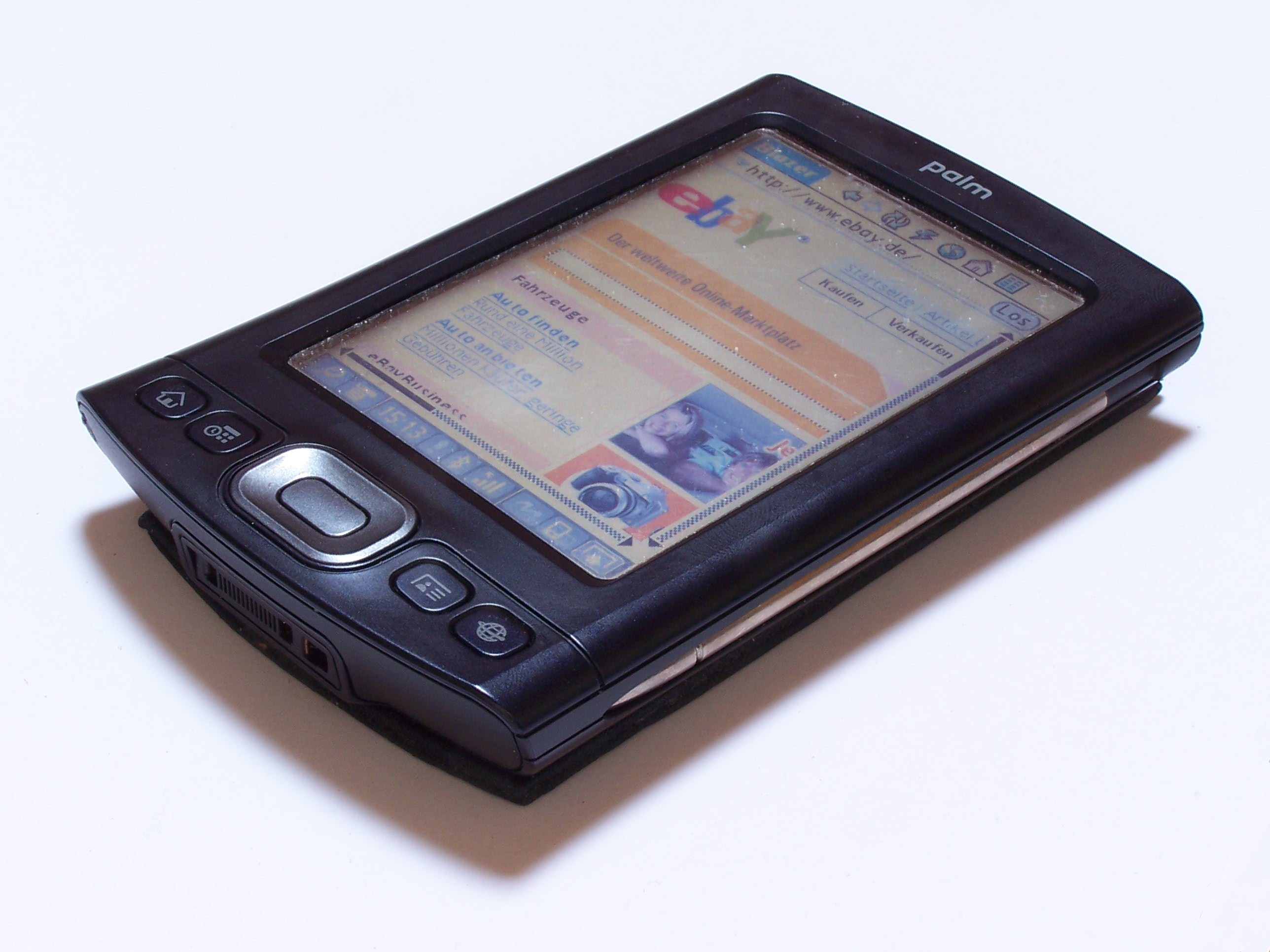
Palm T|X

## E-Serie
Die E-Serie ist die Einstiegsklasse der Businesshandhelds. Im Vergleich zu den Einsteigerhandhelds Zire gibt es keine Kamera, aber relativ viel Speicher und ein hochauflösendes Display (den Tungsten E gibt es schon seit 2003, und 2004 kam der Zire 72 heraus, der sogar verbesserte Fähigkeiten im Vergleich zum Tungsten E hat). Mit dem Tungsten W versuchte sich Palm erstmals an einem Smartphone. Ein Weiterentwickeln der Serie ist wahrscheinlich nicht zu erwarten, da Palm die Firma Handspring aufkaufte und deren Smartphone-Serie Treo weiterentwickelt (Treo 650 und folgende).

## Palm T|X
Palm hat am 11. Oktober 2005 ein neues Spitzenmodell herausgebracht, den T|X, welcher aufgrund seiner Leistungsmerkmale in die Tungsten-Serie eingeordnet werden kann. Er hat 32 MB RAM und 128 MB Speicher, einen 312-MHz-XScale-Prozessor (Der Prozessor wurde zugunsten einer längeren Akkulaufzeit niedriger getaktet als üblich), Bluetooth, WLAN, Infrarot einen berührungsempfindlichen Bildschirm mit 320×480 Pixeln, dessen Anzeige sich zur besseren Darstellung von Präsentationen und Tabellen sowie Fotos und Videos auch drehen lässt. Im Unterschied zu den Palm-Modellen mit quadratischem Display lässt sich hier – wie schon beim T3 und T5 – sogar das Graffiti-Eingabefeld ausblenden, um noch mehr effektive Anzeigefläche zu haben. Fortgeführt hat Palm diese Entwicklung bei den Mediengeräten der LifeDrive-Serie.